# Персона (фильм)
«Персона» (швед. Persona) — шведский чёрно-белый камерный художественный фильм режиссёра Ингмара Бергмана, экзистенциальная драма. Сам автор фильма называл его вместе с фильмом «Шёпоты и крики» наиболее важным в своём творчестве. Главные роли исполнили Биби Андерсон и Лив Ульман. Премьера фильма состоялась 18 октября 1966 года в Швеции в кинотеатре «Спегельн». Первоначально Бергман планировал назвать фильм «Кинематограф» (картина начинается с демонстрации того, как загорается лампа кинопроектора, мелькают кадры, посередине плёнка рвётся, в конце фильма лампа гаснет). Но этому воспрепятствовал продюсер.
Фильм получил положительные отзывы, и шведские СМИ выделили слово «Person(a) kult», чтобы описать его восторженных поклонников.
Картина выиграла премию Guldbagge в номинации «лучший фильм». Фильм также занял пятое место в списке лучших, по версии Sight & Sound, в 1972 году.
Контент, подвергнутый цензуре, был восстановлен в 2001 году.
Многие критики считают картину одним из величайших фильмов, созданных когда-либо. Фильм также повлиял на многих более поздних режиссёров, в том числе Роберта Олтмена и Дэвида Линча.

## Сюжет
Элизабет Фоглер — известная актриса, которая часто выступает в различных театрах. Во время одного спектакля происходит необычная ситуация — актриса замолкает посредине действия. Сперва непонятно — то ли она стала немой, то ли обиделась на весь мир и не хочет ни с кем говорить.
Актриса обращается к своему психиатру, чтобы он попытался ей помочь в этой непростой ситуации. Доктор выясняет, что психически Элизабет здорова, но находится в каком-то странном состоянии, наподобие оцепенения. Доктор советует актрисе отдохнуть на природе.
Элизабет едет к морю, а сопровождает её сиделка — сестра Альма. Вместе две женщины проводят своё время на берегу моря на свежем воздухе. Элизабет постоянно молчит, а Альма рассказывает ей истории из своей жизни, пытаясь вывести молчаливую собеседницу из странного состояния.

## В ролях
- Лив Ульман — Элизабет Фоглер, актриса
- Биби Андерссон — сестра Альма, медсестра
- Маргарета Крок — доктор
- Гуннар Бьёрнстранд — господин Фоглер
- Йорген Линдстрём[англ.] — мальчик, сын Элизабет

## Производство

### Разработка
Сценарий картины был написан в больнице Sophiahemmet.
По словам Бергмана, история была основана на случайной встрече с бывшей коллегой — Биби Андерссон, на одной из улиц Стокгольма. Андерссон, которая гуляла с Лив Ульман, представила её режиссёру. Ульман назначили встречу и сказали, что Бергман узнал девушку и сразу спросил, не хочет ли она с ним поработать. Он сказал, что образ двух женщин сформировался в его уме; в больнице он обнаружил «странное сходство» между актрисами. Это вдохновило его на начало истории, видение двух женщин, «носящих большие шляпы и кладущих руки рядом друг с другом». Андерссон сказала: «Лив и я работали вместе раньше, и мы были очень близки». Бергман был в романтических отношениях с Андерссон и был увлечён Ульман; о концепции фильма Андерссон сказала: «Он видел нашу дружбу, и он хотел проникнуть ... в неё. Внутрь».
Бергман написал сценарий «Персоны» за девять недель, пока проходил лечение от воспаления лёгких. С этим проектом он отказался от своей практики написания законченных и всесторонних сценариев до начала съёмок, позволив сценарию развиваться по мере производства картины.
Бергман обратился к режиссёру Кенне Фанту, чтобы получить финансовую поддержку проекта. Фант спросил о концепции фильма, и Бергман поделился своим видением. Фант предположил, что фильм будет недорогим, и согласился его финансировать.
В своей книге «Images» Бергман писал: «Сегодня я чувствую, что в «Персоне», а потом в «Шёпотах и криках», я зашёл так далеко, как только мог. И что в этих двух случаях, работая в условиях полной свободы, я коснулся бессловесных секретов, которые только кино может открыть». Он также сказал: «В то или иное время я говорил, что «Персона» спасла мне жизнь - это не преувеличение. Если бы я не нашёл в себе силы сделать этот фильм, я бы, наверное, покончил со всем. Один важный момент: в первый раз мне было всё равно, будет ли результат коммерчески успешным».
Хотя создатели фильма рассматривали названия «Соната для двух женщин», «Ett stycke kinematografi» («Кусок кинематографа»), Фант предложил что-то более доступное, и название фильма было изменено.

### Кастинг
Бергман планировал снять Андерссон и Ульман в фильме «Каннибалы», большом проекте, который он забросил после того, как заболел, но он все ещё надеялся соединить их на съёмочной площадке.
Ульманн сказала, что она начала сниматься в фильмах Бергмана, начиная с немого персонажа, Элизабет: «Это было потому, что моё лицо могло рассказать то, что он хотел сказать. Это сделало меня тем, с кем он хотел работать, потому что это было моё лицо, и я также понимала, что он писал».
Бергман выбрал Йоргена Линдстрема в качестве сына Элизабет, после работы с ним в фильме 1963 года «Молчание».

### Съёмки
Основные съёмки проходили на острове Форё и в Råsunda Studios в Стокгольме.
Съёмки начались 19 июля 1965 года и завершились 15 сентября.
Ульман рассказывала, что первоначальные съёмки в Стокгольме были омрачены неуклюжими действиями и неподготовленным руководством. Команда решила отступить в Форё, где Бергман нашёл дом для съёмок. Погода на острове Форё была идеальной; съёмочная группа переделала большую часть материала отснятого в Стокгольме.
Андерссон сказала, что она и Ульман согласились сыграть свои роли, как разные стороны одной личности, и они предположили, что эта личность принадлежит Бергману. Актриса сказала, что они пытались сбалансировать друг друга в игре. Бергман говорил своим актрисам не спрашивать его, что означает каждая сцена; Ульман полагала, что оператор Свен Нюквист также не был проинформирован о намерениях режиссёра и работал интуитивно.
Хотя сцена, где Альма описывает оргию, была в сценарии, Андерссон сказала в 1977 году, что Бергману посоветовали вырезать её из фильма. Для съёмки сцены потребовалось два часа, используя крупные планы Ульман и Андерссон в одиночных дублях. Позже Андерссон сказала, что, хотя она думала, что некоторые из её работ были «банальными», она гордилась своей работой в «Персоне». Ульман описала свои кадры, как неподготовленную, естественную реакцию на эротическую природу повествования.

### Постпродакшн
Сценарий предусматривал «крупный план Альмы со странным сходством с Элизабет». На острове Форё Бергман задумал снимок, в котором лица Ульман и Андерссон сливаются в одно. Это было сделано путём освещения того, что Бергман считал нелестной стороной лица каждой актрисы, в разных кадрах, и сочетанием освещённых сторон. Актрисы не знали об эффекте до показа в Moviola. Ни одна актриса не узнала себя в получившемся изображении.
Согласно словам Ульман, сцена, где Альма описывает материнство Элизабет, была снята двумя камерами, актрисы снимались по-отдельности, и съёмки каждой были предназначены для склейки при редактировании. Затем Бергман решил, что каждый ракурс сообщает о чем-то важном, и использовал оба, один за другим.
Бергман был недоволен звуком в сцене, где Альма описывает оргию, поэтому он попросил Андерссон перечитать сцену, что она сделала более низким голосом. Сцена была записана и дублирована.
Партитура Ларса Йохана Верле использует четыре виолончели, три скрипки и другие инструменты. Верле описал свою работу с Бергманом: «Затем он пришёл с весьма смутными намётками на то, как будут выглядеть фильмы, но я все равно понял его, и он дал мне несколько ключевых слов. Я был немного удивлён, что стал частью художественного произведения, у меня было так мало времени, чтобы это переварить. Интересно, как вообще возможно, посмотреть фильм один или два раза, а затем сочинить музыку?».

## Критика
Критики высоко оценили работу Биби Андерссон, и она получила премию Золотой жук за лучшую женскую роль. Фильм получил благоприятные отзывы шведской и американской прессы.
В Svenska Dagbladet Стиг Викандер назвал картину «гностическим поиском божественного ничто». В 1966 году богослов Ганс Нистедт сравнил фильм с работами Хьялмара Сундена.
Журнал Шведского института кино «Чаплин» сообщил, что культ «Персоны» распространился за пределы Швеции к 1967 году.
В одном из своих ранних обзоров Роджер Эберт присудил фильму четыре звезды; он назвал его «трудным», и сказал, что картина и главная героиня «упорно отказываются быть обычными и реагировать так, как мы ожидаем».
Босли Краузер, пишущий для «Нью-Йорк Таймс», назвал «Персону» «прекрасным, капризным фильмом, который, несмотря на всю свою напряжённую эмоциональность, предъявляет жёсткие интеллектуальные требования».
Variety писали: «нельзя отрицать захватывающую тему картины и совершенство режиссуры, актёрской игры и съёмки»; заключив: «Бергман придумал, пожалуй, один из его самых искусных фильмов в техническом и концептуальном плане, но также и один из самых сложных».
Time заявили, что фильм «объединяет две знакомые навязчивые идеи Бергмана: личное одиночество и особые страдания современной женщины».
Независимый критик Джеффри Макнаб отметил, что ряд других критиков считают его одним из величайших фильмов всех времён.
Питер Брэдшоу дал ему четыре из пяти звёзд в своём обзоре The Guardian 2003 года, назвав его «потрясающим, даже захватывающим».
Для «The Chicago Tribune» Майкл Уилмингтон наградил его четырьмя звёздами в 2006 году и назвал его «одной из главных работ на экране и, возможно, лучшим фильмом Ингмара Бергмана».
Полин Кейл из «The New Yorker's» сказала, что конечным результатом была «жалость», но сцена, где Альма описывает свою оргию, - «одна из редких по-настоящему эротических сцен в истории кино».
Леонард Малтин дал фильму «3 с половиной звезды» в своём «Путеводителе по фильмам» 2013 года, назвав его «призрачным, поэтическим для проницательных зрителей».
Критик «Chicago Reader» Дейв Кер писал, что фильм может быть лучшей картиной Бергмана, но возражал против вторичных идей картины (для экспериментального фильма) и утомительности.

## Награды
- 1968 — Премия Национального общества кинокритиков США
  - Лучшая актриса — Биби Андерсон
  - Лучший режиссёр — Ингмар Бергман
  - Лучший фильм

### Номинации
- 1968 — Премия BAFTA
  - Лучшая зарубежная актриса — Биби Андерсон